# Агарков, Гавриил Дмитриевич
Гавриил Дмитриевич Агарков (21 марта 1905, Нижний Новгород — 12 января 1992, Верхняя Салда, Свердловская область) — советский авиационный инженер и промышленный деятель, кандидат технических наук (1969), Герой Социалистического Труда (1971). Лауреат Ленинской премии.

## Биография
Родился 8 (21) марта 1905 года в Нижнем Новгороде.
Трудовую деятельность начал в 1921 году железнодорожным рабочим.
В 1927—1928 годах служил в Красной Армии.
Окончил Московский авиационный институт (1935) и академию Министерства авиационной промышленности (1950).
В 1935—1937 годах — ведущий инженер ЦАГИ (Москва), затем в 1937—1940 годах — парторг ЦК ВКП(б) на заводе № 126 в Комсомольске-на-Амуре.
В 1940—1952 годах Агарков находился на советской и хозяйственной работе в Москве.
В 1952—1958 и 1966—1981 годах работал директором Верхне-Салдинского металлообрабатывающего завода, заместителем председателя Свердловского СНХ (1958—1963), заместителем генерального директора ВСМПО (1981—1985). Под руководством Г. Д. Агаркова на ВСМПО разрабатывалась и внедрялась технология производства слитков и полуфабрикатов из титановых сплавов. Были созданы цехи, оснащенные уникальным оборудованием.
При его непосредственном участии, впервые в Советском Союзе, проделаны работы по освоению и внедрению в серийное производство изделий из титана и его сплавов, по созданию титановой промышленности в стране.
Автор 17 изобретений.
Внес значительный вклад в реконструкцию и развитие предприятия и социальной сферы Верхней Салды. В его честь названо культурное учреждение города — Дворец культуры им. Г. Д. Агаркова
Гавриил Дмитриевич Агарков умер 12 января 1992 года в г. Верхняя Салда, там же он был похоронен на Новом городском кладбище.

## Награды и звания
- Герой Социалистического Труда (1971)
- Награждён тремя орденами Ленина (1958, 1971, 1980), орденами Октябрьской Революции (1975), Трудового Красного Знамени (1963), Красной Звезды (1967)
- Лауреат Ленинской премии (1966) — за участие в работах по созданию технологии и организации производства деформируемых полуфабрикатов из титановых сплавов
- Почётный авиастроитель СССР
- Почетный гражданин города Верхняя Салда (1975, удостоверение № 1)[4]

## Память
- К 100-летию Агаркова выпущена книга документов и воспоминаний, связанных с его именем
- В ознаменование 110-летия со дня рождения Агаркова «ВСМПО-Ависма» подготовлен биографический фильм о нём[5]